# To Live Forever
"To Live Forever" je treća pjesma sa singla Lie (izdan 1994. godine) američkog progresivnog metal sastava Dream Theater. Tekst pjesme napisali su John Petrucci i Kevin Moore. Osim na singlu, pjesma je još uključena u DVD video Images and Words: Live in Tokyo.

## Izvođači
- James LaBrie - vokali
- John Petrucci - električna gitara, akustična gitara
- John Myung - bas-gitara
- Mike Portnoy - bubnjevi
- Kevin Moore - klavijature

## Vanjske poveznice
- Službene stranice sastava Dream Theater